# Michael Foreman
Pour les articles homonymes, voir Michael Foreman (illustrateur) et Foreman.
Michael James Foreman (29 mars 1957) est un astronaute américain.

## Biographie
Il est sélectionné comme astronaute en 1998.

## Vols réalisés
Il totalise deux vols dans l'espace.
- Le 11 mars 2008, il participe à la mission STS-123 en tant que spécialiste de mission, qui livre le Japanese Experiment Module à la Station spatiale internationale. À cette occasion, il effectue trois sorties extravéhiculaires.
- Le 16 novembre 2009, il participe à la mission STS-129, qui livre à nouveau du matériel à l'ISS.